# Beaumont, Belgia
Beaumont (dialectul picard: Biômont) este un oraș francofon din regiunea Valonia din Belgia. Comuna Beaumont este formată din localitățile Beaumont, Barbençon, Leugnies, Leval-Chaudeville, Renlies, Solre-Saint-Géry, Strée și Thirimont. Suprafața sa totală este de 92,97 km². La 1 ianuarie 2008 comuna avea o populație totală de 6.815 locuitori.
Comuna Beaumont se învecinează cu comunele belgiene Erquelinnes, Froidchapelle, Merbes-le-Château, Sivry-Rance, Thuin și Walcourt și cu comuna franceză Hestrud, Nord.
1. ↑  Crossroad Bank of Enterprises, accesat în 15 august 2023